# Stora Kvarntjärnen, Västerbotten
Stora Kvarntjärnen är en sjö i Umeå kommun i Västerbotten och ingår i Sävaråns huvudavrinningsområde.